# Flávia Barbalho
Flávia Barbalho Paulino é cineasta, roteirista, montadora, produtora e diretora audiovisual de documentários, programas de televisão e filmes experimentais apresentados e premiados em Festivais como Ouro Preto, Jericoacoara, Fortaleza, Cuba, Nova Iorque, Irlanda, Londres, entre outros. É diretora da Braxil Filmes.

## Eventos dirigidos
Dirige o Festival de Cinema de Trancoso, na Bahia, realizado desde 2018, e o Festival de Cinema de Catas Altas, com Luciano Almeida, realizado em 2023. Ainda em 2023, realizou a primeira edição do Mercado Audiovisual de Trancoso, com Zeca Brito. 

## Participações como Júri
A participação de Barbalho como membro de júris em premiações têm sido recorrente, podendo-se citar o Prêmio Andorinha Digital I Festival CINEPORT (Festival Cinema Países de Língua Portuguesa) em Cataguazes/MG (em que gravou “Conversa no Cinema”, com Paulo César Saraceni), 2005; a premiação de curtas metragens no 54º FBCB, Festival de Brasília do Cinema Brasileiro, DF,  2021; a premiação do pitching do II Mercado Audiovisual Entre Fronteiras no 50º Festival de Cinema de Gramado, RS, 2022; , e a de curtas internacionais no XV Festival Internacional da Fronteira, Bagé, RS,  2024.

## Produção de programas para TV
Way Brasil TV - Diretora de Núcleo de Criação dos programas Mulheres Maravilha, Autênticos, Gourmet Persona, On The Way - Viagens, Adventure Way, Esportes de Aventura, Cine Cult e Curiosidades.

## Filmografia
Destaque para seu longa metragem de estreia 20 Anos na Estrada do Rock, de 2005, Histórias do Morro de São Paulo (2017), Covardia Capital (2018), premiado no I Festival de Cinema de Trancoso e Os Construtores (2022), realizado durante o IV Festival de Cinema de Trancoso
- 20 Anos na Estrada do Rock, 2005
- Conversa no Cinema, 2009
- Palavra de Dra Zélia Brandão, 2015
- Além Diplomata, 2016
- O Diplomata, 2016
- Histórias do Morro de São Paulo, 2017
- Covardia Capital, 2018
- Os Construtores, 2021